# Ачжо-хан
Ачжо-хан (тронное имя кит. упр. 奉诚可汗, пиньинь fengchengkehan, палл. Фэнчэнкэхань, личное имя кит. упр. 阿啜, пиньинь achuo, палл. Ачо) — каган уйгурского каганата с 790 года по 795 год.

## Правление
После смерти Паньгуаня его сын Ачжо был поддержан уйгурской армией и танским императором. Вскоре после того, как он стал каганом, в Чанъань прибыл посол Люйчжи Дагань, сообщивший о кончине княжны Нинго (寧國), выданной за хана.
В 791 году уйгуры разгромили тибетскую армию Гэлу (葛祿) и всю добычу передали императору. В 792 каган отправил своего приёмного сына Яологэ Гуя (藥羅葛炅) в Чанъань, где император радушно принял его и назначил на высокий пост. (Гуй был китайцем, усыновлённым каганом).
В 795 Ачдо-хан умер бездетным. Поскольку династия пресеклась, совет ханов избрал Кутлуга каганом и император утвердил его.